# Ramayana: The Legend of Prince Rama
Ramayana: The Legend of Prince Rama è un film d'animazione del 1992 diretto da Koichi Sasaki e Ram Mohan, basato sul poema epico induista Ramayana.

## Trama
La storia inizia ad Ayodhya, il palazzo reale del regno di Kosala, nell'antica India. Dopo essere stato bandito dal palazzo per quattordici anni a causa di intrighi di corte, il principe Rama si ritira nella foresta con la sua bellissima moglie Sita. Rama, dopo aver sconfitto i demoni della foresta, attira su di sé l'ira del demone Ravana e sua moglie Sita viene rapita. Rama va a salvare Sita con l'aiuto di un esercito di scimmie intelligenti. Mentre combatte il potente esercito di Ravana, il fratello di Rama, Lakshmana, viene gravemente ferito. Hanuman, il generale dell'esercito delle scimmie, adorato in quanto Dio, vola sull'Himalaya e porta con sé una montagna di erbe medicinali che guariscono le ferite di Lakshmana, salvandogli la vita. Alla fine, l'esercito di Rama sconfigge l'esercito di Ravana usando le "armi celesti" e torna trionfante ad Ayodhya.

## Distribuzione
Il film è stato distribuito per la prima volta in India al 24º Festival Internazionale del Cinema dell'India. È stato anche proiettato al Vancouver International Film Festival del 1993. Successivamente, alla fine degli anni '90, è stata rilasciata una versione doppiata in hindi.